# Paradoxoglanis
Paradoxoglanis – rodzaj słodkowodnych  ryb sumokształtnych z rodziny Malapteruridae.

## Występowanie
Afryka – dorzecze Kongo.

## Klasyfikacja
Gatunki zaliczane do tego rodzaju:
- Paradoxoglanis caudivittatus
- Paradoxoglanis cryptus
- Paradoxoglanis parvus

Gatunkiem typowym jest Paradoxoglanis caudivittatus.